# Der Fälscher, die Spionin und der Bombenbauer

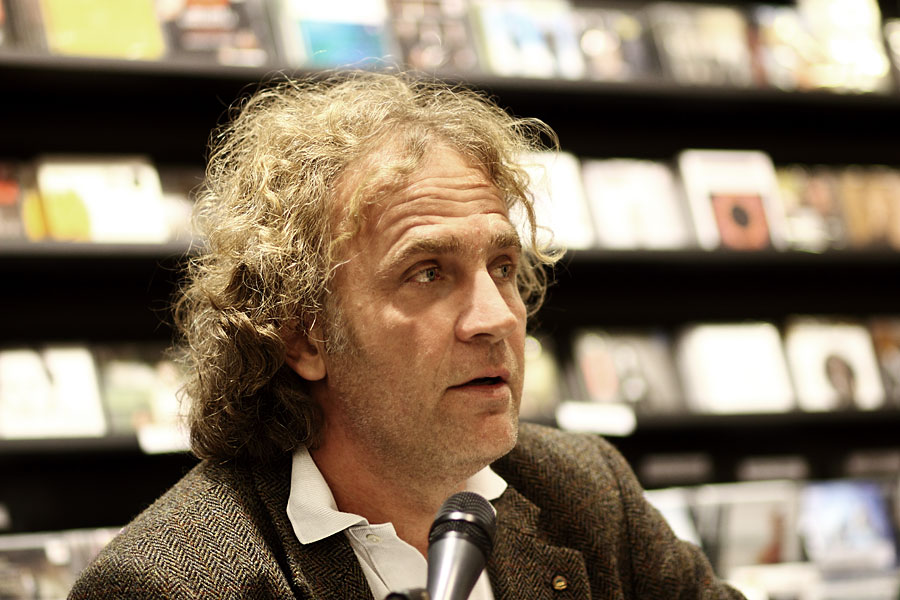
Alex Capus liest in Krefeld aus Der Fälscher, die Spionin und der Bombenbauer (2013)

Der Fälscher, die Spionin und der Bombenbauer ist ein im Juli 2013 im Hanser Verlag erschienener Roman des Schweizer Schriftstellers Alex Capus.

## Inhalt
Capus erzählt parallel und nur lose verknüpft die Biographien von Emile Gilliéron dem Jüngeren (1885–1939), Laura D’Oriano (1911–1943) und Felix Bloch (1905–1983). Der Roman startet im November 1924, in dem sich die drei Personen in Zürich gesehen haben könnten, und erzählt dann chronologisch und abwechselnd ihre drei Leben:
Emile Gilliéron ist ein Zeichner, der in Griechenland für berühmte Archäologen arbeitete, wie bereits sein Vater Emile Gilliéron, dessen Leben Capus ebenfalls ausführlich schildert. Laura d’Oriano ist wie ihre Mutter Sängerin und Tänzerin, wird aber wegen ihrer Sprachkenntnisse während des Zweiten Weltkrieges zur Spionin. Felix Bloch ist ein pazifistischer Atomphysiker, der schließlich in den USA beim Bau der Atombombe mithilft.
Die drei Geschichten sind alle mit der Schweiz verbunden. Da die Protagonisten sich manchmal zur gleichen Zeit am gleichen Ort aufgehalten haben, könnten sie sich auch getroffen haben, wie der Erzähler mehrfach spekuliert.

## Kritik
In der FAZ rezensiert Martin Halter Capus’ Roman kritisch. Als problematisch beurteilt er insbesondere den Umgang Capus’ mit Quellen für seine Lebensgeschichten: „[Capus] erzählt blauäugig drauflos, immer den Fakten und Träumen entlang. Nicht, dass sein auktoriales Ich dabei völlig unsichtbar wäre. Es meldet sich im Gegenteil ständig mit Einwürfen wie ‚Ich stelle mir vor‘, ‚ich wünsche‘, ‚ich glaube‘ oder ‚da wäre man gerne dabei gewesen‘. Aber das Mäuschen verrät nicht, woher sein Wissen und Wünschen kommt“. Zudem spricht Halter dem Werk psychologische Tiefe und erzählerische Reflexion ab. Widersprüche der Helden würden nicht ausgelotet, weswegen sie ohne Konturen blieben.
Bei Frank Dietschreit, Kulturradio rbb, hinterlässt das Buch einen „zwiespältigen Eindruck“. Capus sei zwar ein handwerklich geschickter Erzähler, die Biographien der drei behandelten Personen gäben aber angesichts der unzureichenden Quellenlage einzeln nicht genügend Stoff für einen Roman her. Daher müsse sich Capus „waghalsige, aber wenig triftige historische Schnittpunkte ausdenken“, um sie zu verknüpfen. Ähnlich argumentiert Eberhard Falcke in Die Zeit. Capus müsse bei der Konstruktion des Romans zu rhetorischen Tricks greifen. Das Buch verlasse sich zu sehr auf den Reiz des biographischen Materials und entwickle nicht genügend literarisches Eigengewicht.
Christine Westermann lobte dagegen auf WDR 2 die intensive und elegante Sprache des Autors und bezeichnete das Buch als ungewöhnlichen und schönen Roman.
Die NZZ nannte die Bücher Capus’ „kurzweilige Vergnügen“, fürs Publikum attraktiv, aber suspekt für Juroren, „denen das Erzählen heutigentags nicht cool oder vertrackt genug sein kann“.